# Ivan Quaranta
Ivan Quaranta (Crema, 14 dicembre 1974) è un ex ciclista su strada e pistard italiano.
Professionista dal 1996 al 2008, conta sei vittorie di tappa al Giro d'Italia.

## Carriera
Da junior, nel 1992, ha vinto il campionato del mondo su pista ad Atene nella specialità della velocità.
Passato professionista nel 1996 con il Team Polti, nel 1998 passa alla Krka-Telekom Slovenije ed ottiene le prime vittorie (tappe al Tour de Normandie e all'Olympia's Tour). La prima vittoria al Giro d'Italia è quella nella tappa Agrigento-Modica del 1999, con la maglia della Mobilvetta-Northwave. Nella stagione 2006 gareggia per la C.B. Immobiliare, dal 2007 al 2008 con l'Amore & Vita-McDonald's.
Nelle corse a tappe ha ottenuto 39 vittorie, di cui 6 nel Giro d'Italia, indossando per un giorno la maglia rosa.
Dal 2017 è in forza al Team Colpack come Direttore Sportivo; ha inoltre ricoperto il ruolo di istruttore alla scuola nazionale giovanile ciclismo su pista al velodromo di Montichiari.

## Palmarès

### Strada
- 1998 (Krka, quattro vittorie)

1ª tappa Tour de Normandie
4ª tappa Olympia's Tour
1ª tappa Tour de Serbie
7ª tappa Tour de Serbie
- 1999 (Mobilvetta, sette vittorie)

3ª tappa Ruta de Mexico
5ª tappa Ruta de Mexico
2ª tappa Driedaagse De Panne (Koksijde)
3ª tappa Giro d'Abruzzo
1ª tappa Settimana Ciclistica Lombarda (Telgate)
1ª tappa Giro d'Italia (Modica)
11ª tappa Giro d'Italia (Cesenatico)
- 2000 (Mobilvetta, sei vittorie)

7ª tappa Tour de Langkawi (Kuala Rompin)
8ª tappa Tour de Langkawi (Malacca)
11ª tappa Tour de Langkawi (Shah Alam)
3ª tappa Settimana Ciclistica Lombarda (Telgate)
1ª tappa Giro d'Italia (Terracina)
10ª tappa Giro d'Italia (Padova)
- 2001 (Alexia, cinque vittorie)

7ª tappa Tour de Langkawi (Klang)
1ª tappa Settimana Internazionale di Coppi e Bartali (Ferrara)
5ª tappa Giro d'Italia (Nettuno)
16ª tappa Giro d'Italia (Parma)
3ª tappa Giro dei Paesi Bassi (Denekamp)
- 2002 (Alexia, due vittorie)

1ª tappa Tour of Qatar (Doha)
2ª tappa, 1ª semitappa Rothaus Regio-Tour (Müllheim)
- 2003 (Saeco, sei vittorie)

4ª tappa Tour of Qatar (Doha)
5ª tappa Postgirot Open
2ª tappa Regio Tour
3ª tappa Settimana Internazionale di Coppi e Bartali (Nonantola)
4ª tappa Deutschland Tour
1ª tappa Brixia Tour (Manerbio)
- 2004 (Formaggi Pinzolo, due vittorie)

6ª tappa Tour de Langkawi
3ª tappa Settimana Ciclistica Lombarda (Stezzano)
- 2007 (Amore & Vita, una vittoria)

4ª tappa Settimana Ciclistica Lombarda (Brignano Gera d'Adda)

#### Altri successi
- 1999 (Mobilvetta)

Circuito di Firenze
- 2002 (Alexia)

Dwars door Gendrigen

### Pista
- 1992 (Juniores)

Campionati italiani, Velocità Juniores (Bassano del Grappa)
Campionati del mondo, Velocità Juniores (Atene)
- 2000

3ª prova Coppa del mondo, Inseguimento a squadre (Città del Messico, con Mario Benetton, Andrea Collinelli e Mauro Trentini)
- 2001

Sei giorni di Torino (con Marco Villa)
Sei giorni delle Rose (con Marco Villa)
- 2002

Sei giorni di Torino (con Marco Villa)
- 2004

Sei giorni di Torino (con Marco Villa)
- 2007

Campionati italiani, Velocità a squadre (con Marco Brossa e Roberto Chiappa)

## Piazzamenti

### Grandi giri
- Giro d'Italia

1999: ritirato (13ª tappa)
2000: ritirato (14ª tappa)
2001: 129º
2002: ritirato (12ª tappa)
2004: ritirato (10ª tappa)
2005: ritirato (7ª tappa)
- Tour de France

2002: ritirato (5ª tappa)
2003: ritirato (1ª tappa)